# AS700载人飞艇
祥云AS700载人飞艇是中国航空工业集团研发的一種軟式飛船。

## 規格
长约48米，高12米，总体积约为3,500立方米。 它的动力来自氦气。 
AS700的机舱可以容纳一名飞行员和 9 名乘客，还配有餐饮设施和洗手间。
AS700能够短距起降 STOL以及垂直起降。 它的最長飞行时间为 10 小时，最快速度可达 100 公里/小时。 

## 历史
AS700於2018年8月開始立項。 
第一艘AS700的原型机是一艘無人飛艇，2022年10月試飞。 第二艘和第三艘AS700的原型机是载人飞行器，第二艘原型机于2022年12月29日在湖北首飞。飞行持续了39分钟。 2023年12月13日，中国民用航空局为AS700颁发型号合格证，AS700因而成为中国第一艘获得认证的自主研制的载人飞艇。 第三艘原型机于2024年4月2日再次在湖北省首航。 此次飞行持续1小时46分钟。 
2024年8月1日，AS700在湖北省荆门市完成首次低空旅游应用场景演示飞行。
2024年8月21日，AS700从湖北荆门飛至广西桂林，首次跨省区转场飞行，而且飞行近1000公里。这是截至當天，中国自研载人飞艇领域最长航时、最远航程的飞行。
2024年9月14日，首架AS700交付广西桂林方舟通用航空。